# Dirceu Lopes
Dirceu Lopes Mendes, noto semplicemente come Dirceu Lopes (Pedro Leopoldo, 9 settembre 1946), è un ex calciatore brasiliano.

## Caratteristiche tecniche
Giocava come centrocampista offensivo. Salì alla ribalta come uno dei più famosi fantasisti con la maglia del Cruzeiro, ammirato anche da altri grandi avversari, incluso Pelé.

## Carriera

### Club
Dirceu Lopes vinse molti titoli e segnò molto nei decenni 1960 e 1970; con il Cruzeiro vinse svariate volte il Campeonato Mineiro. E appartenendo ad una squadra mitica vinse la Taça Brasil 1966, oggi Campionato Brasiliano Serie A, battendo il Santos di Pelé 6 x 2 nella prima partita e dopo 3 x 2.
Fu titolare per tutti i 12 anni in cui giocò per il Cruzeiro. Si ritirò nel 1981 con la maglia del Democrata.

### Nazionale
Con la Nazionale brasiliana giocò 14 partite, segnando 3 reti. Con Saldanha tecnico della Nazionale, quello di Dirceu Lopes era uno dei nomi quasi certi per Messico 1970, ma il nuovo tecnico Zagallo, lo escluse data la presenza di molti altri giocatori nel giro della nazionale per il suo stesso ruolo.

## Palmarès

### Club

#### Competizioni nazionali
- Campionato Mineiro: 9

Cruzeiro: 1965, 1966, 1967, 1968, 1969, 1972, 1973, 1974, 1975
- Taça Brasil: 1

Cruzeiro: 1966

#### Individuale
- Bola de Prata: 2

1970, 1971
- Bola de Ouro: 1

1971